# Штербак, Марцел
Марцел Штербак (словац. Marcel Šterbák; род. 18 августа 1980 года, Кошице, Чехословакия) — словацкий хоккеист, защитник. Выступает за клуб «Кошице» в Словацкой экстралиге.

## Карьера
Воспитанник хоккейной школы ХК «Кошице». Выступал за ХК «Спишска Нова Вес», ХК «Кошице», ХК «Требишов», МХК «Мартин», ХК «32 Липтовски Микулаш», БК «Млада-Болеслав».
В составе национальной сборной Словакии провел 13 матчей.

## Достижения
- Чемпион Словакии (2009, 2011), серебряный призер (2003, 2008).